# Vía Campesina
La Vía Campesina es un movimiento internacional que coordina organizaciones de campesinos, pequeños y medianos productores, mujeres rurales, comunidades indígenas, trabajadores agrícolas emigrantes, jóvenes y jornaleros sin tierra.
La Vía Campesina es una coalición de 182 organizaciones alrededor de 81 países, representando a más de 200 millones de campesinas y campesinos, que defienden una agricultura familiar y sostenible. Esta coalición lanzó el concepto de soberanía alimentaria como el derecho de los pueblos a definir sus políticas agropecuarias y de producir alimentos a nivel local.
La soberanía alimentaria da prioridad a las economías y los mercados locales y nacionales y otorga el poder de la gestión de los recursos a los campesinos y agricultores familiares, destacando también la pesca artesanal y el pastoreo tradicional, colocando la producción alimentaria, la distribución y el consumo sobre la base de la sostenibilidad medioambiental, social y económica de los pueblos. La Vía Campesina tiene su sede actual en Yakarta, capital de la República de Indonesia, en el Sudeste Asiático. 

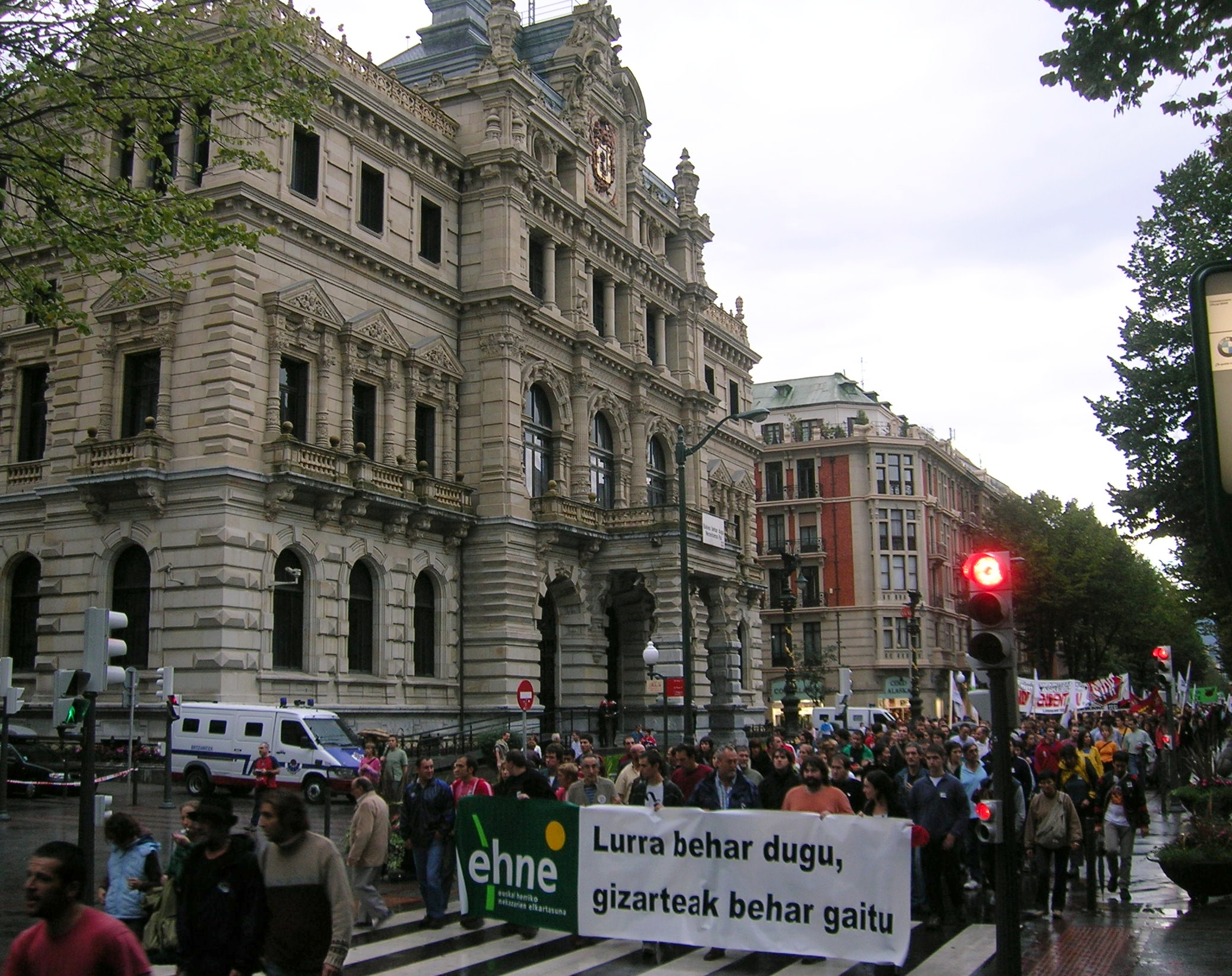
Pancarta del sindicato rural EHNE durante una manifestación en Bilbao.

## Historia
Fundada en abril de 1992, la Vía Campesina ha tenido desde entonces varios encuentros:
- I Conferencia: celebrada en 1993 en Mons, Bélgica
- II Conferencia: celebrada en 1996 en Tlaxcala, México
- III Conferencia: celebrada en 2000 en Bangalore, India
- IV Conferencia: celebrada en 2004 en São Paulo, Brasil
- V Conferencia: celebrada en 2008 en Maputo, Mozambique
- VI Conferencia: celebrada en 2013 en Yakarta, Indonesia
- VII Conferencia: celebrada en 2017 en Derio, España [1]

## Ejes de trabajo
Los ejes de trabajo de la Vía Campesina son la soberanía alimentaria, la reforma agraria, la biodiversidad, los recursos genéticos, la situación de las mujeres jornaleras, los derechos humanos, las migraciones, los trabajadores rurales y la agricultura sostenible.
En febrero de 2007 la Vía Campesina, junto con la Marcha Mundial de Mujeres, organizó el Foro por la Soberanía Alimentaria en Nyeleni, localidad de Mali. Su objetivo era “llevar a cabo un debate estratégico sobre qué se entiendo desde los movimientos sociales por soberanía alimentaria, qué propuestas concretas se reivindican y cómo llevarlas a cabo”.
La Vía Campesina lanzó el concepto de la soberanía alimentaria en la Cumbre Mundial sobre la Alimentación de 1996. La idea fue creciendo y actualmente forma un movimiento popular global promovido por una gran variedad de sectores sociales tales como pobres de las grandes ciudades, grupos medioambientales, grupos de consumidores, asociaciones de mujeres, pescadores, pastores y otros muchos sectores. Además, cuenta con el reconocimiento de numerosas instituciones y gobiernos.  
La soberanía alimentaria es  definida por estos sectores como el derecho de los pueblos a alimentos sanos y culturalmente adecuados, producidos mediante métodos sostenibles, así como su derecho a definir sus propios sistemas agrícolas y alimentarios. A partir de ese enfoque se propone un modelo de producción campesina sostenible que favorezca a las comunidades y su medio ambiente. Sitúa las aspiraciones, necesidades y formas de vida de aquellos que producen, distribuyen y consumen los alimentos en el centro de los sistemas alimentarios y de las políticas alimentarias, por delante de las demandas de mercados y empresas.
El programa de soberanía alimentaria da prioridad a la producción y consumo local de alimentos, postula que cada país tiene el derecho de proteger a sus productores locales de las importaciones baratas y controlar la producción. También busca garantizar que los derechos de uso y gestión de tierras, territorios, agua, semillas, ganado y biodiversidad estén en manos de quien produce alimentos y no del sector empresarial. Así, la implementación de una auténtica reforma agraria  por medio de la expropiación de la tierra (pudiendo haber o no algún mecanismo de compensación a los antiguos propietarios), o por medio de la adquisición negociada constituye una de las prioridades de Vía Campesina, como de los otros movimientos  que sostienen este concepto.
La soberanía alimentaria se presenta hoy en día como una posible repuesta a las actuales crisis alimentarias, sociales y climáticas.